# Роман-Кош
Рома́н-Кош (історично Орма́н-Кош, крим. Orman Qoş) — найвища вершина Кримських гір, розташована у масиві Бабуган-Яйли. Висота — 1545 м, складена вапняками.

## Етимологія
Назва «Роман-Кош» зустрічається вже у путівнику 1894 року М. Головкінського.
Назву пояснюють від тюркських слів orman та qoş. Orman означає «ліс», а для qoş наводяться значення «тимчасове житло чабанів» чи «загін» (для овець). О. М. Трубачов пропонує пояснити перше слово за допомогою індоарійської реконструкції *raman (стоянка, привал).

## Загальні відомості
Деякі джерела, наприклад військові карти 80-х років XX століття, вказують більш точну, геодезичну висоту в 1547 м, але в краєзнавчій та популярній літературі, фігурує висота в 1545 м. За своє відносною висотою 1541 м, гора належить до ультра піків Європи.
Сьогодні Роман-Кош знаходиться на території Кримського природного заповідника. Офіційно вхід до заповідника заборонений.
На південних схилах гори бере початок гірська річка Путамиш.

## Варіанти маршрутів на вершину Роман-Кош
Піднятися на Роман-Кош можна кількома шляхами:
1. від селища Краснокам'янка, через перевал Гурзуфське сідло. Піднятись вулицею, що йде західною околицею села (по правій стороні дороги — виноградники), далі пройти повз автобазу, занедбаний кар'єр, далі підійматися стежкою через ліс, відміченою червоним маркуванням;
2. з Ялти або з гори Ай-Петрі, рухаючись гірською стежкою по яйлі на північний схід (ліворуч залишиться гора Кемаль-Егерек, далі праворуч — альтанка вітрів);
3. з Ангарського перевалу (для витривалих туристів) — піднятись хребтом Коньок на Бабуган-Яйлу, рухатись на південний захід. Ліворуч залишиться вершина Зейтін-Кош (1537 м);
4. від селища Малий Маяк по стежці Талма-Богаз через Бабуган-яйлу.

## Галерея

Гора Роман-Кош на мапі району Бабуган-яйли
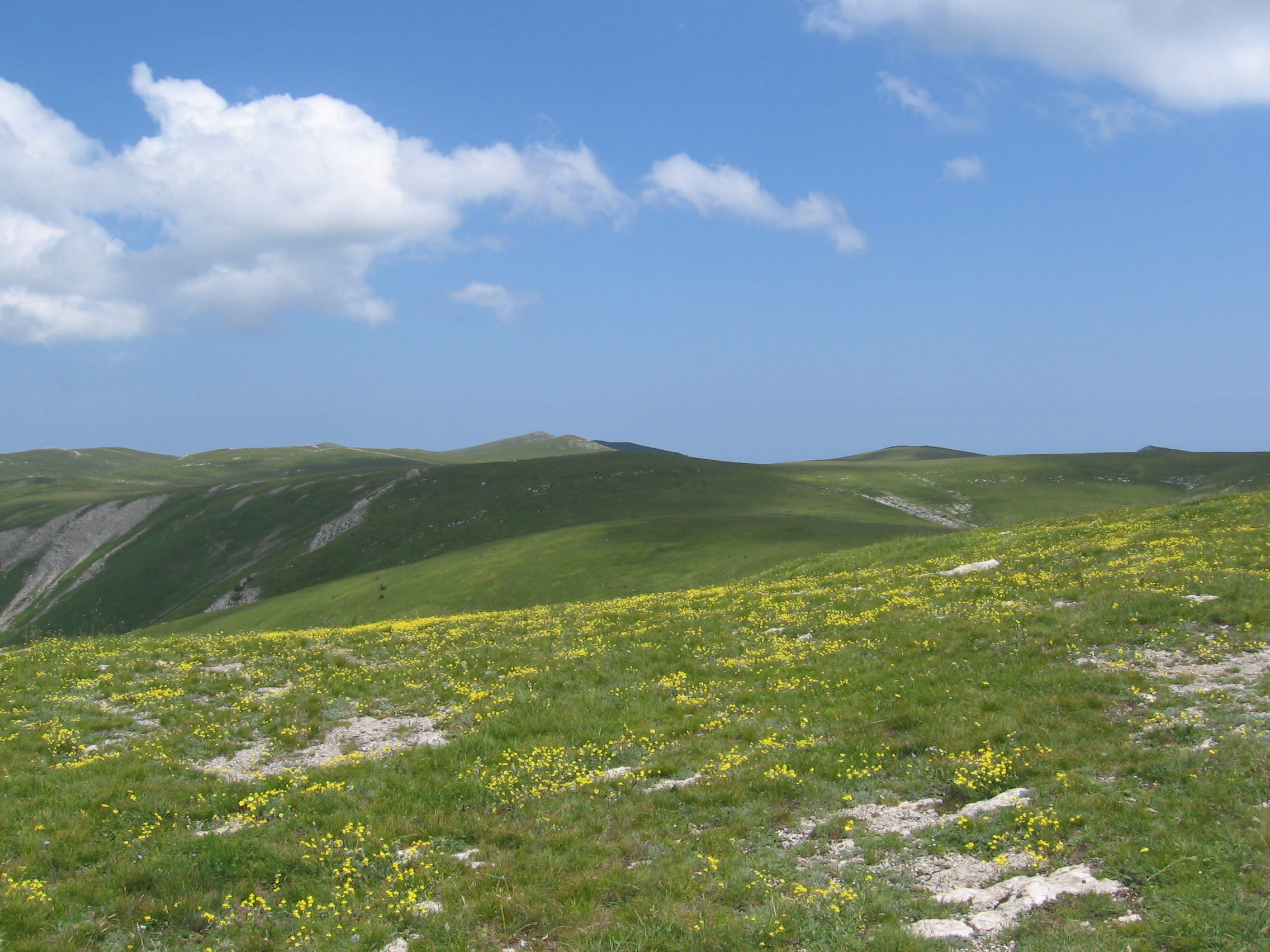
Вид на Бабуган з гори Роман-Кош. Східний азимут.
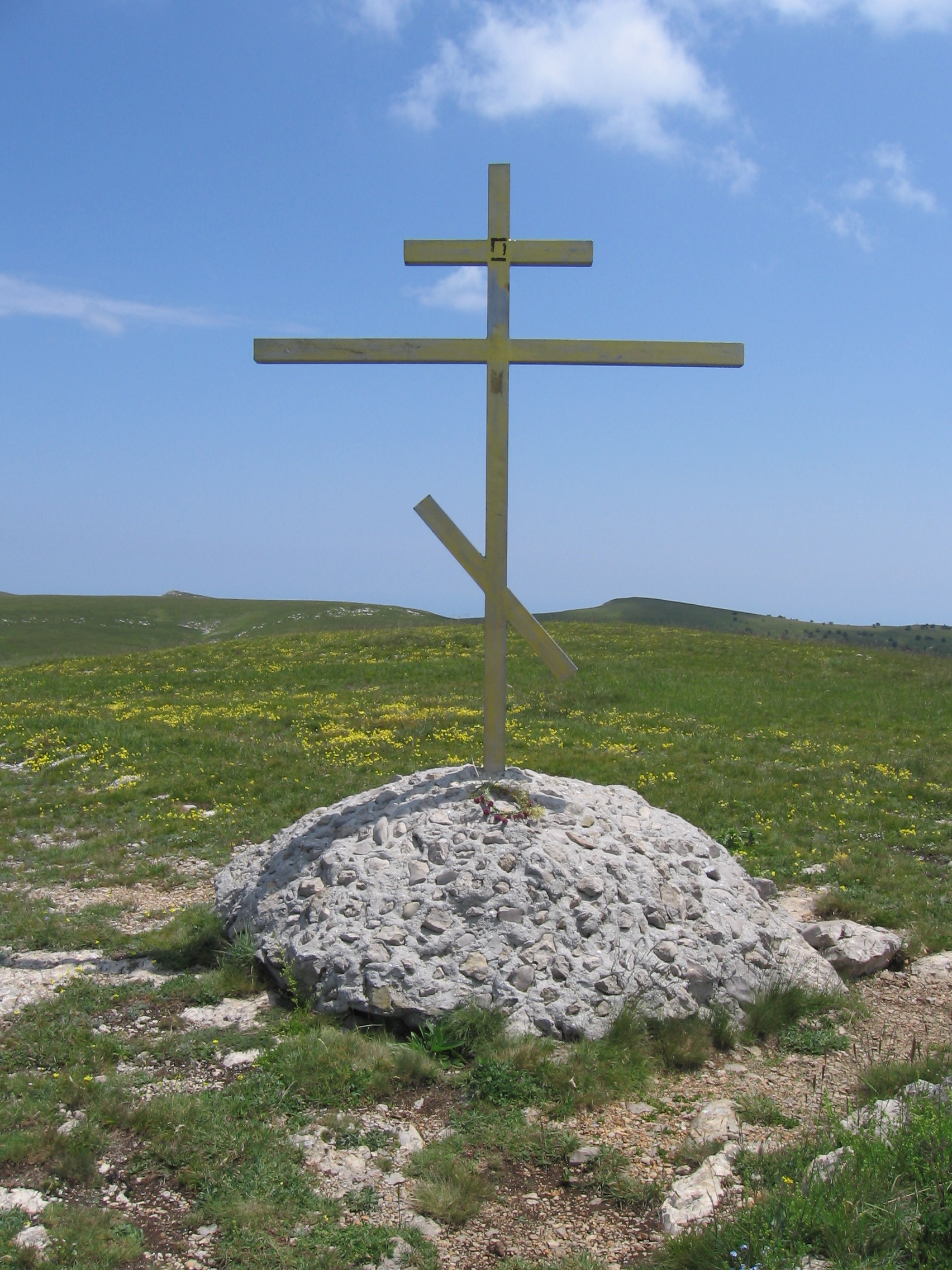
Гора Роман-Кош. Фрагмент.
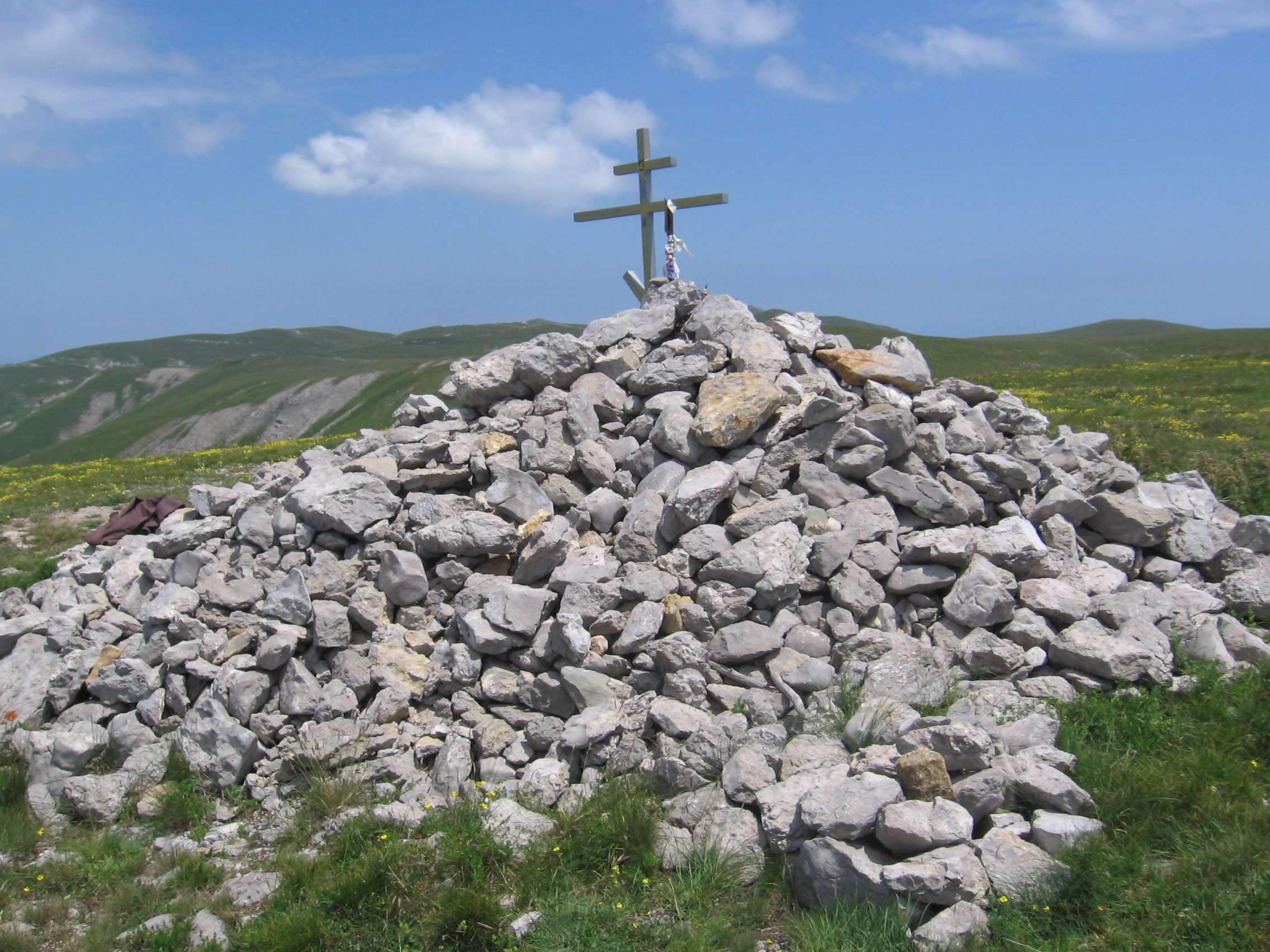
Гора Роман-Кош. Фрагмент.
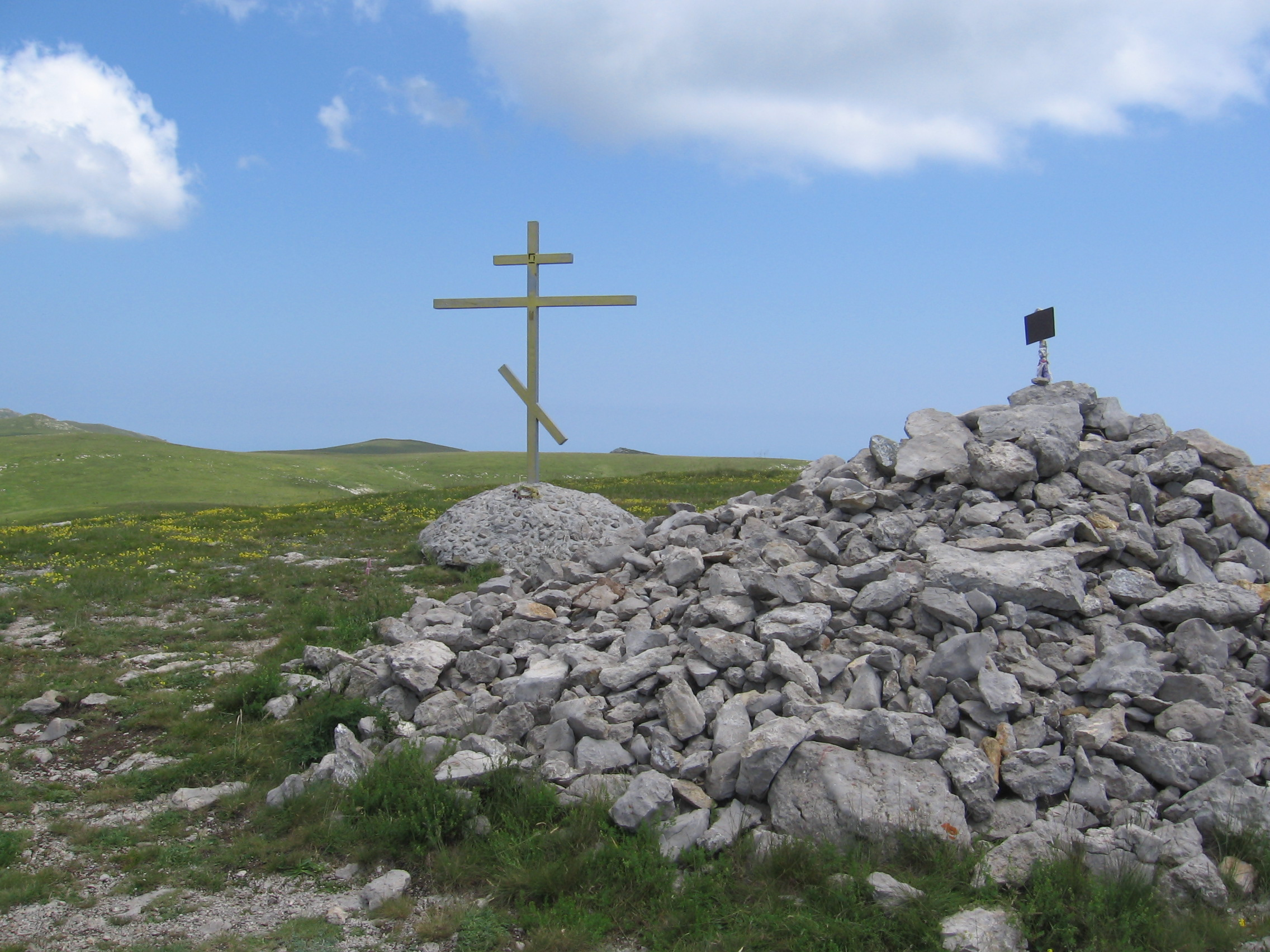
Гора Роман-Кош.
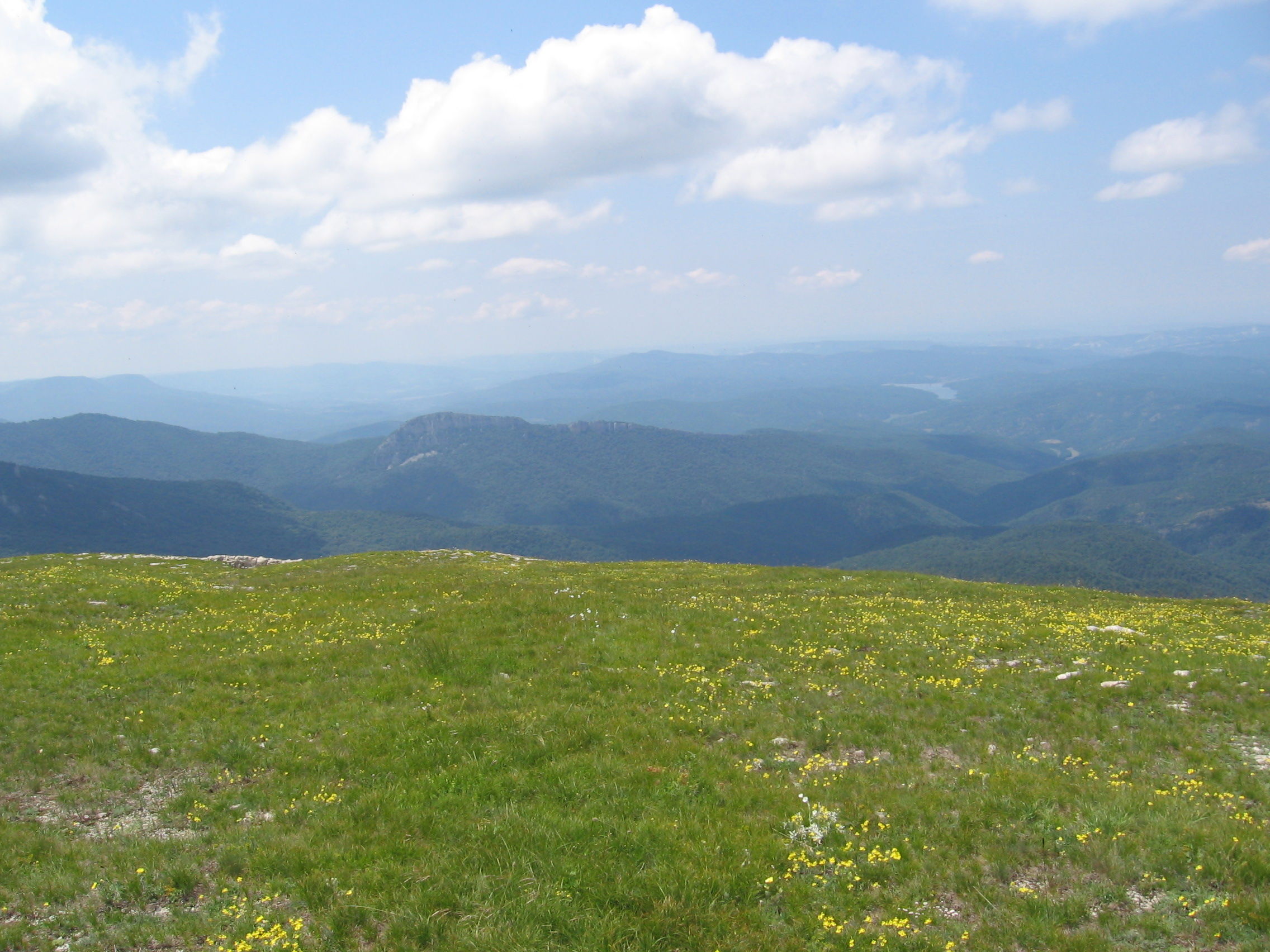
Гора Роман-Кош. Західний азимут.

## Цікаво
В новорічну ніч з 31 грудня 2014 на 1 січня 2015 року альпіністи встановили український прапор на вершині гори Роман-Кош. Ініціатором цього став Олександр Полтавський, громадянин Росії.